# Victor y Hugo
Victor and Hugo, Bunglers in Crime (en español Victor y Hugo) es una serie animada hecha por Cosgrove Hall para Thames Television y proyectada en CITV el 6 de septiembre de 1991 hasta el 29 de diciembre de 1992, y es un spin off de Conde Pátula.
La serie se centra en las hazañas de dos torpes criminales franceses - los hermanos del mismo nombre del título. A pesar de hacer referencia al escritor francés Víctor Hugo en su nombre, ninguno de los hermanos era particularmente inteligente.
La trama de cada episodio trata de Víctor y Hugo y de su negocio basado en Inglés "Naughtiness International" y de ser contratado por figuras del crimen para robar algo. Víctor es el que llega a un "plan minucioso" para lograr este objetivo, el cual es frustrado sistemáticamente por Hugo. Los episodios terminan tradicionalmente con los hermanos encarcelados.

## Lista de episodios

### Primera temporada
1. Pando-Monium! - Primera emisión: 6 de septiembre de 1991
2. Spacial Event - Primera emisión: 13 de septiembre de 1991
3. Water Boobies - Primera emisión: 20 de septiembre de 1991
4. Cowboys and Indiscipline - Primera emisión: 27 de septiembre de 1991
5. Hyp-Not-Isn't - Primera emisión: 18 de octubre de 1991
6. Auto-Manic Transmission - Primera emisión: 25 de octubre de 1991
7. The Hole Truth and Nothing... - Primera emisión: 1 de noviembre de 1991
8. The Case of the Vose Vase - Primera emisión: 8 de noviembre de 1991
9. Dummy Run - Primera emisión: 15 de noviembre de 1991
10. Scout's Dishonour - Primera emisión: 22 de noviembre de 1991
11. Escort Red-Handed - Primera emisión: 29 de noviembre de 1991
12. Private Ears - Primera emisión: 6 de diciembre de 1991
13. Blunder on the Orient Express - Primera emisión: 13 de diciembre de 1991

### Segunda temporada
1. Acting the Goat - Primera emisión: 11 de septiembre de 1992
2. Artful Dodgers - Primera emisión: 18 de septiembre de 1992
3. Is There a Doctor in the House? - Primera emisión: 25 de septiembre de 1992
4. Woof and Tumble - Primera emisión: 2 de octubre de 1992
5. Treasure Haunt - Primera emisión: 9 de octubre de 1992
6. Tempers Fugit - Primera emisión: 16 de octubre de 1992
7. French Exchange - Primera emisión: 23 de octubre de 1992
8. The Poultry-Geist - Primera emisión: 30 de octubre de 1992
9. Jester Moment - Primera emisión: 6 de noviembre de 1992
10. Stone Me! - Primera emisión: 13 de noviembre de 1992
11. Tinker, Tailor, Soldier, Dolt - Primera emisión: 20 de noviembre de 1992
12. Pie in the Sky - Primera emisión: 27 de noviembre de 1992
13. Unstable Fable - Primera emisión: 4 de diciembre de 1992
14. The Hound of the Hobbes-Sutclyffes - Primera emisión: 11 de diciembre de 1992
15. Yule Be Sorry - Primera emisión: 18 de diciembre de 1992
16. But Me No Butlers - Primera emisión: 24 de diciembre de 1992
17. Do-in Yourself - Primera emisión: 29 de diciembre de 1992